# López Nunatak
López Nunatak är en nunatak i Antarktis. Den ligger i Sydshetlandsöarna. Argentina, Chile och Storbritannien gör anspråk på området. Toppen på López Nunatak är 275 meter över havet.
Terrängen runt López Nunatak är huvudsakligen kuperad, men åt nordväst är den platt. Havet är nära López Nunatak åt nordost. Trakten är glest befolkad. Närmaste befolkade plats är Maldonado Station, 6,4 kilometer nordväst om López Nunatak. 